# カバジート
カバジート (Caballito) は、アルゼンチンの首都ブエノスアイレス特別区の中央部にある地区（バリオ）である。単独でコムーナ6を構成しており、人口は183,396人である。
リオ・デ・ジャネイロ通り、リバダビア通り、ラ・プラタ通り、ディレクトリオ通り、クラパリグエ通り、ドナート・アルバレス通り、フアン・B・フスト通り、サン・マルティン通り、アンヘル・ガジャルド通りによって他地区と隔てられている。地区の名称はガウチョ向けのバル「プルペリア」にある馬形（スペイン語ではCaballo、カバージョ）の風向計に由来し、カバジート (Caballito) は「小さな馬」を意味する。

## 名所
カバジート地区は「英国地区」と呼ばれ、多くの名所がある。英国スタイルの世紀末芸術 (Fin de Siècle) 建築物、サッカークラブのフェロ・カリル・オエステ（もしくは「ベルドラーガ」）、ブエノスアイレス・トラム歴史博物館、1890年からあるプログレッソ市場、イタリアンクラブやポルトゲーゼクラブなどである。著名な文化施設としてはカークペ教会がある。
1913年にブエノスアイレス初の地下鉄として開業したブエノスアイレス地下鉄のA線が地区内を走っており、年代物のベルギー製車両を見ることができる。その他の名所としては、サン・マルティン通り、ガオーナ通り、プエイレドン通り、ガジャルド通りとディアス・ベレス通りの角にあるシッド・カンペアドールのモニュメントや、アラングレン通りとイダルゴ通りの角にある赤いビルなどがある。
カバジート地区にはリバダビア通りのリバダビア公園とセンテナリオ公園というふたつの大規模な緑地が存在する。センテナリオ公園はアルゼンチンの独立宣言（1810年5月25日）100周年（センテナリオ）を記念して1910年に開園した。カバジート地区内にはフランス系アルゼンチン人の都市計画家カルロス・タイスによって設計された公園がある。この公園の面積は約50エーカー（約20万m2）であり、ブエノスアイレス市内最大の公園のひとつであるとともに、人気のジョギングルートである公園周囲にはベルナルディーノ・リバダビア自然科学博物館、マリ・キュリー病院、レロイール研究所、地域気象台などの公共施設が集中して建設された。この公園は2006年に大規模改修が行なわれ、小規模な池がふたつあった場所に白鳥が羽を休める湖が建設された。

## ギャラリー
|  |  |